# Glenn Cook
Glenn Cook (1963) es un deportista británico que compitió en triatlón y duatlón.
Ganó una medalla de plata en el Campeonato Mundial de Triatlón de 1989 y una medalla de bronce en el Campeonato Europeo de Triatlón de 1992. Además, obtuvo dos medallas de oro en el Campeonato Europeo de Triatlón de Media Distancia, en los años 1987 y 1992. En duatlón consiguió una medalla de bronce en el Campeonato Europeo de 1991.

## Palmarés internacional
| Campeonato Mundial | Campeonato Mundial | Campeonato Mundial | Campeonato Mundial |
| Año                | Lugar              | Medalla            | Prueba             |
| ------------------ | ------------------ | ------------------ | ------------------ |
| 1989               | Aviñón (Francia)   | Medalla de plata   | Individual         |
| Campeonato Europeo |                    |                    |                    |
| Año                | Lugar              | Medalla            | Prueba             |
| 1992               | Lommel (Bélgica)   | Medalla de bronce  | Individual         |

| Campeonato Europeo | Campeonato Europeo   | Campeonato Europeo | Campeonato Europeo |
| Año                | Lugar                | Medalla            | Prueba             |
| ------------------ | -------------------- | ------------------ | ------------------ |
| 1987               | Roth (RFA)           | Medalla de oro     | Individual         |
| 1992               | Joroinen (Finlandia) | Medalla de oro     | Individual         |

| Campeonato Europeo | Campeonato Europeo       | Campeonato Europeo | Campeonato Europeo |
| Año                | Lugar                    | Medalla            | Prueba             |
| ------------------ | ------------------------ | ------------------ | ------------------ |
| 1991               | Birmingham (Reino Unido) | Medalla de bronce  | Individual         |